# 海底の魔術師
『海底の魔術師』（かいていのまじゅつし）は、月刊娯楽雑誌「少年」（光文社）に1955年に連載された江戸川乱歩作の少年向け推理小説シリーズの第13話目である。

## 概要
海底に沈んた金塊を積んだ船から金塊を取り出そうとする明智小五郎ら主人公側と海洋生物に変装する等してそれらを横取りしようとする怪人二十面相との対決が中心で、海洋冒険色がある作品になっている。海底の舞台は紀伊半島の潮ノ岬の沖である。
血が嫌いな怪人二十面相であるが、本作では怪人二十面相の部下が殺意はなかったものの体が弱かった一般人男性に対して若干首を絞めて結果として一般人男性が数日後に病院で死亡してしまうという形で、怪人二十面相一味が殺人を犯したという珍しい描写が存在する。

## あらすじ
房総半島では沈没船の引き上げにあたった潜水夫が光る鉄の人魚が出現するのを目撃される。一方で東京都世田谷区では少年探偵団員の宮田賢吉がひょんとしたことから鉄の小箱を預かりを頼まれる。鉄の小箱の特殊な開け方について明智小五郎が解いた上で中身を調べると、海底に沈んた金塊を積んだ船から金塊のありかを示した海図等が示されていた。宮田賢吉の父は実業家であり当該汽船会社や沈没船引き上げのサルベージ会社と親しかったことから、海底に沈んた金塊を積んだ船から金塊を引き上げることになった。